# Emmanuel Wanyonyi
Emmanuel Wanyonyi (født 2004) er en kenyansk atlet, der konkurrerer i mellemdistanceløb.
Han deltog for sit land i 800 meter under sommer-OL 2024 i Paris og blev olympisk mester.